# Munții Iezer-Păpușa

Imagine 3D a munților

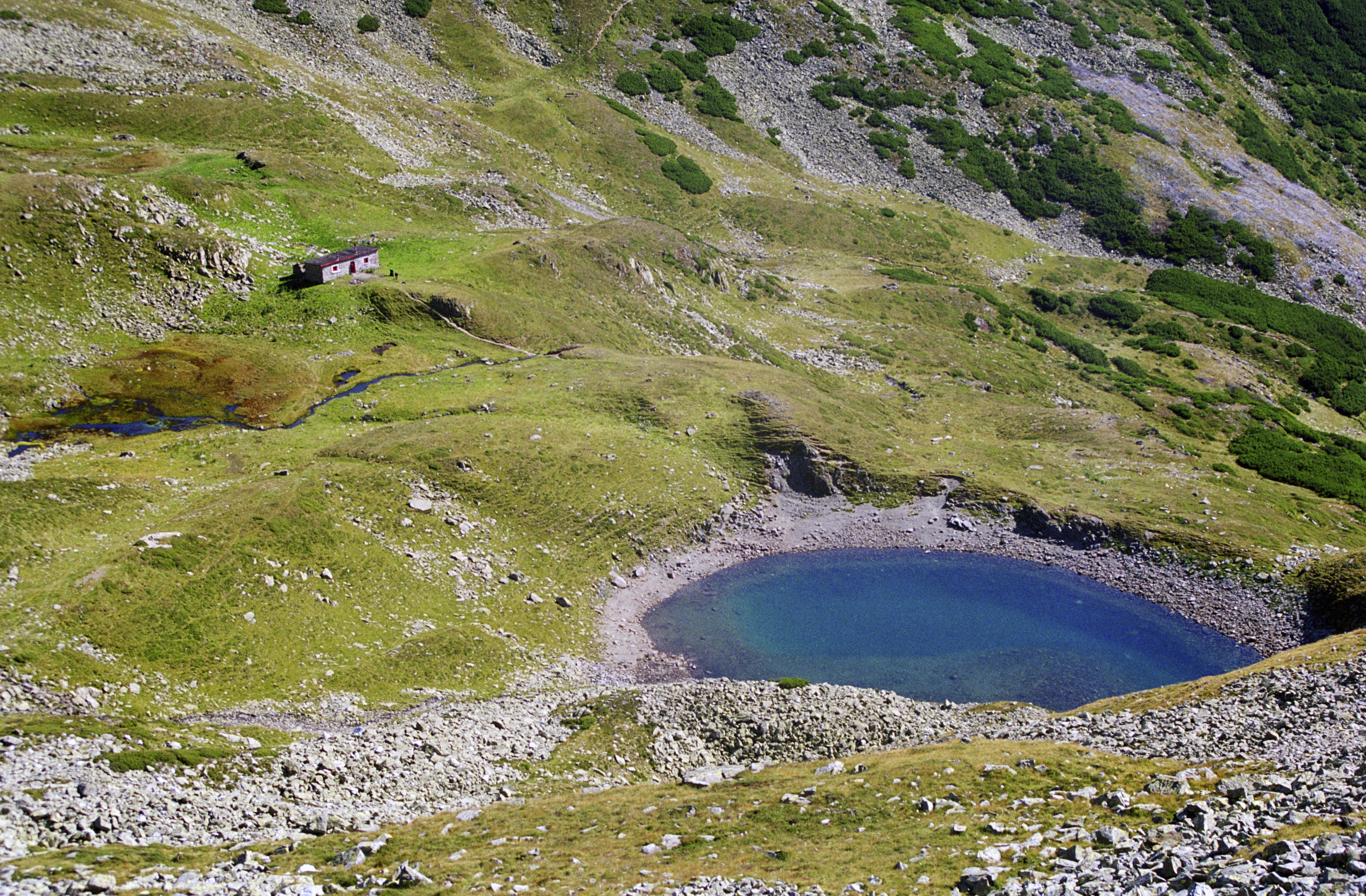
Lacul Iezer

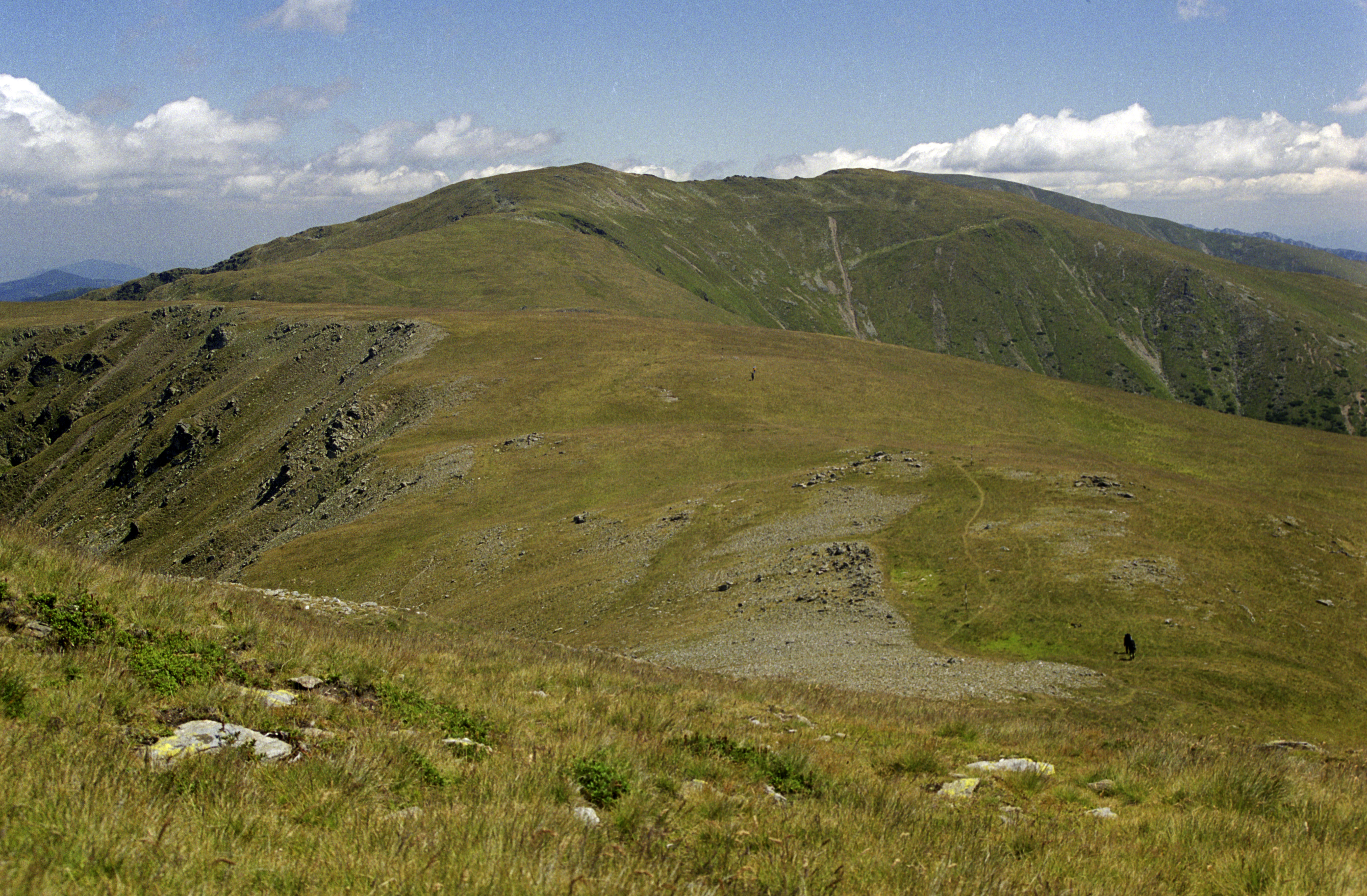
Creasta Munților Iezer-Păpușa

Munții Iezer-Păpușa sunt munți în lanțul Carpați, grupa majoră sudică, Carpații Meridionali. Cel mai înalt punct al său este Vârful Roșu din centrul masivului, având o altitudine de 2.469 m. 
Munții Iezer-Păpușa se întind între cursurile râurilor Dâmbovița la Est și Râul Doamnei la Vest. În zona în care acestea izvorăsc se află culmea Mezea-Oticu, culmea prin care Munții Iezer-Păpușa comunică cu Munții Făgăraș. În partea interioară a masivului se află Barajul Râușor în spatele căruia s-a format Lacul de acumulare Râușor, alimentat de Râușor și Râul Târgului. 
La altitudinea de 2135 de metri, sub vârful Iezerul Mare, în interiorul masivului se află lacul Iezeru Mare, un lac glaciar așezat într-o căldare păzită de culmi golașe și sălbatice. De cealaltă parte a masivului, se mai află 2 lacuri glaciare mai mici, lacurile Boarcăs, situate sub vârful Roșu. 